# Made in Hong Kong (And in Various Other Places)
Albums de Nightwish
End of an Era
(2005) Showtime, Storytime
(2013)
Made In Hong Kong (And In Various Other Places) est le nom d'un DVD du groupe de metal symphonique finlandais Nightwish qui est sorti le 6 mars 2009 en Finlande. On peut y trouver des extraits audio du Dark Passion Play World Tour en 2008, et également un documentaire de 37 minutes sur la tournée du groupe.
Tuomas Holopainen avait dit un jour que lorsque le groupe ferait un concert à Hong Kong, ils en sortiraient un CD appelé Made in Hong Kong. D'où le choix du nom de cet EP.

## Liste des titres

### CD
| No | Titre                            | Durée |
| -- | -------------------------------- | ----- |
| 1. | Bye Bye Beautiful (live)         |       |
| 2. | Whoever Brings the Night (live)  |       |
| 3. | Amaranth (live)                  |       |
| 4. | The Poet and the Pendulum (live) |       |
| 5. | Sahara (live)                    |       |
| 6. | The Islander (live)              |       |
| 7. | Last of the Wilds (live)         |       |
| 8. | 7 Days to the Wolves (live)      |       |

| 1. | Escapist                                  |  |
| 2. | While Your Lips Are Still Red             |  |
| 3. | Cadence of Her Last Breath (Version démo) |  |

### DVD
| No | Titre                                                     | Durée |
| -- | --------------------------------------------------------- | ----- |
| 1. | Documentary : Dark Passion Play World Tour                |       |
| 2. | Video Clips : Amaranth / Bye Bye Beautiful / The Islander |       |